# Podon leuckartii
Podon leuckartii is een watervlooiensoort uit de familie van de Podonidae. De wetenschappelijke naam van de soort is voor het eerst geldig gepubliceerd in 1862 door Sars G.O..